# Republika Weimarska na Letnich Igrzyskach Olimpijskich 1932
Republikę Weimarską na Letnich Igrzyskach Olimpijskich 1932 w Los Angeles reprezentowało 144 zawodników (135 mężczyzn, 9 kobiet). Był to siódmy start reprezentacji Niemiec na letnich igrzyskach olimpijskich.

## Zdobyte medale
| Medal  | Zawodnik | Dyscyplina           | Konkurencja             | Rezultat    |
| ------ | --- | -------------------- | ----------------------- | ----------- |
| Złoto  | Hans Eller Horst Hoeck Walter Meyer Carlheinz Neumann Joachim Spremberg                                            | Wioślarstwo          | Czwórka ze sternikiem   | 7:19,0 min  |
| Złoto  | Rudolf Ismayr | Podnoszenie ciężarów | Kategoria –75 kg        | 345,0 kg    |
| Złoto  | Jakob Brendel | Zapasy               | Kategoria –56 kg        |             |
| Srebro | Erich Borchmeyer Friedrich Hendrix Arthur Jonath Helmut Körnig                                                     | Lekkoatletyka        | Sztafeta 4 × 100 m      | 40,9 s      |
| Srebro | Ellen Braumüller                                                                                                   | Lekkoatletyka        | Rzut oszczepem          | 43,50 m     |
| Srebro | Hans Ziglarski | Boks                 | Kategoria –53,52 kg     |             |
| Srebro | Josef Schleinkofer                                                                                                 | Boks                 | Kategoria –57,15 kg     |             |
| Srebro | Erich Campe | Boks                 | Kategoria –66,68 kg     |             |
| Srebro | Gerhard Boetzelen Herbert Buhtz                                                                                    | Wioślarstwo          | Dwójka podwójna         | 7:22,8 min  |
| Srebro | Karl Aletter Walter Flinsch Ernst Gaber Hans Maier                                                                 | Wioślarstwo          | Czwórka bez sternika    | 7:03,0 min  |
| Srebro | Heinz Hax | Strzelectwo          | Pistolet szybkostrzelny | 36 pkt      |
| Srebro | Hans Wölpert | Podnoszenie ciężarów | Kategoria –60 kg        | 282,5 kg    |
| Srebro | Emil Benecke Otto Cordes Hans Eckstein Fritz Gunst Erich Rademacher Joachim Rademacher Hans Schulze Heiko Schwartz | Piłka wodna          |                         |             |
| Srebro | Wolfgang Ehrl | Zapasy               | Kategoria –61 kg        |             |
| Srebro | Jean Földeák | Zapasy               | Kategoria –79 kg        |             |
| Brąz   | Arthur Jonath | Lekkoatletyka        | Bieg na 100 m           | 10,4 s      |
| Brąz   | Wolrad Eberle | Lekkoatletyka        | Dziesięciobój           | 8030,80 pkt |
| Brąz   | Tilly Fleischer | Lekkoatletyka        | Rzut oszczepem          | 43,00 m     |
| Brąz   | Josef Straßberger                                                                                                  | Podnoszenie ciężarów | Kategoria +82,5 kg      | 377,5 kg    |
| Brąz   | Eduard Sperling | Zapasy               | Kategoria –66 kg        |             |

### Olimpijski Konkurs Sztuki i Literatury 1932[2]
Uwaga! Medale przyznane w konkursie nie są wliczane do klasyfikacji medalowej.
| Medal | Artysta                                | Konkurencja  | Za                                                        |
| ----- | -------------------------------------- | ------------ | --------------------------------------------------------- |
| Złoto | Toni Schmid (pośmiertnie) Franz Schmid | Alpinizm     | Pierwsze wejście na szczyt Matterhorn od północnej strony |
| Złoto | Paul Bauer                             | Literatura   | „Am Kangehenzonga”                                        |
| Brąz  | Richard Konwiarz                       | Architektura | Projekt Stadionu Olimpijskiego we Wrocławiu               |
| Brąz  | Joachim Karsch                         | Malarstwo    | „Stabwechsel”                                             |